# Blastospora
Blastospora is een geslacht van schimmels behorend tot de familie Mikronegeriaceae. Het typesoort is Blastospora smilacis.

## Soorten
Volgens Index Fungorum telt het geslacht zeven soorten (peildatum maart 2023):
| Soortnaam                 | Auteur(s)                                          | Publicatiejaar |
| ------------------------- | -------------------------------------------------- | -------------- |
| Blastospora betulae       | S. Kaneko & Hirats. f.                             | 1981           |
| Blastospora colombiana    | (Buriticá) M. Salazar, A.A. Carvalho & J.F. Hennen | 2012           |
| Blastospora hedyotidis    | Petch                                              | 1922           |
| Blastospora itoana        | Togashi & Onuma                                    | 1931           |
| Blastospora juruensis     | (Henn.) Aime & Rossman                             | 2018           |
| Blastospora smilacis      | Dietel                                             | 1908           |
| Blastospora subneurophyla | (Speg.) Aime & Rossman                             | 2018           |